# نایتون، پویس
نایتون (به انگلیسی: Knighton) یک شهر بازاری در ولز است که در پویس واقع شده‌است. نایتون ۳٬۱۷۲ نفر جمعیت دارد.

## خواهرخوانده
شهر Varades خواهرخواندهٔ نایتون، پویس هست.

## نگارخانه

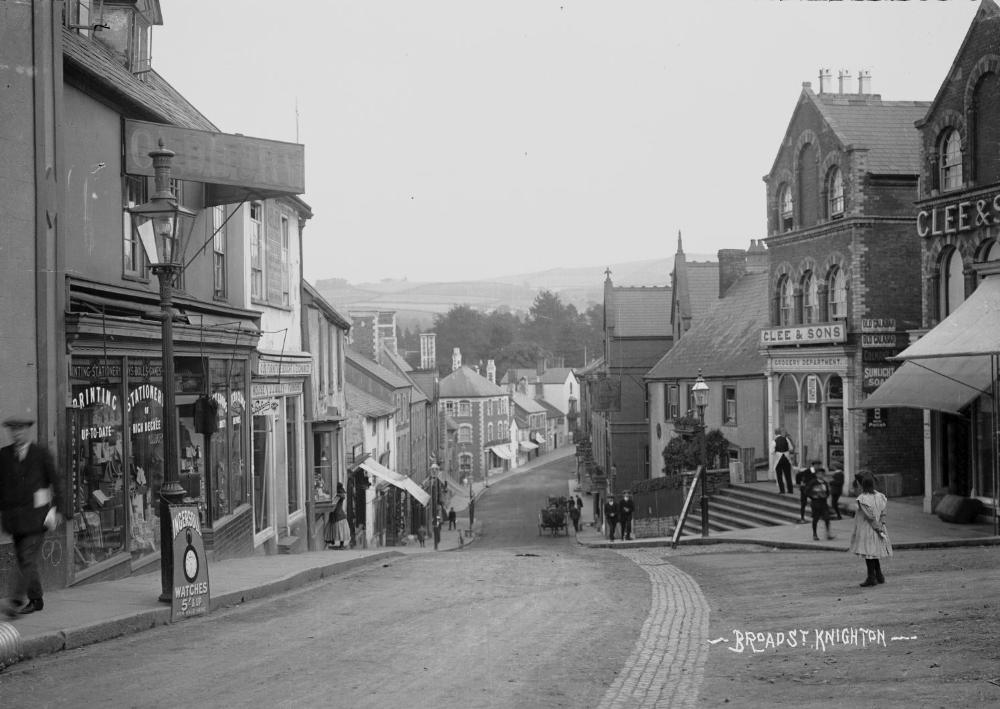
دهه ۱۹۱۰
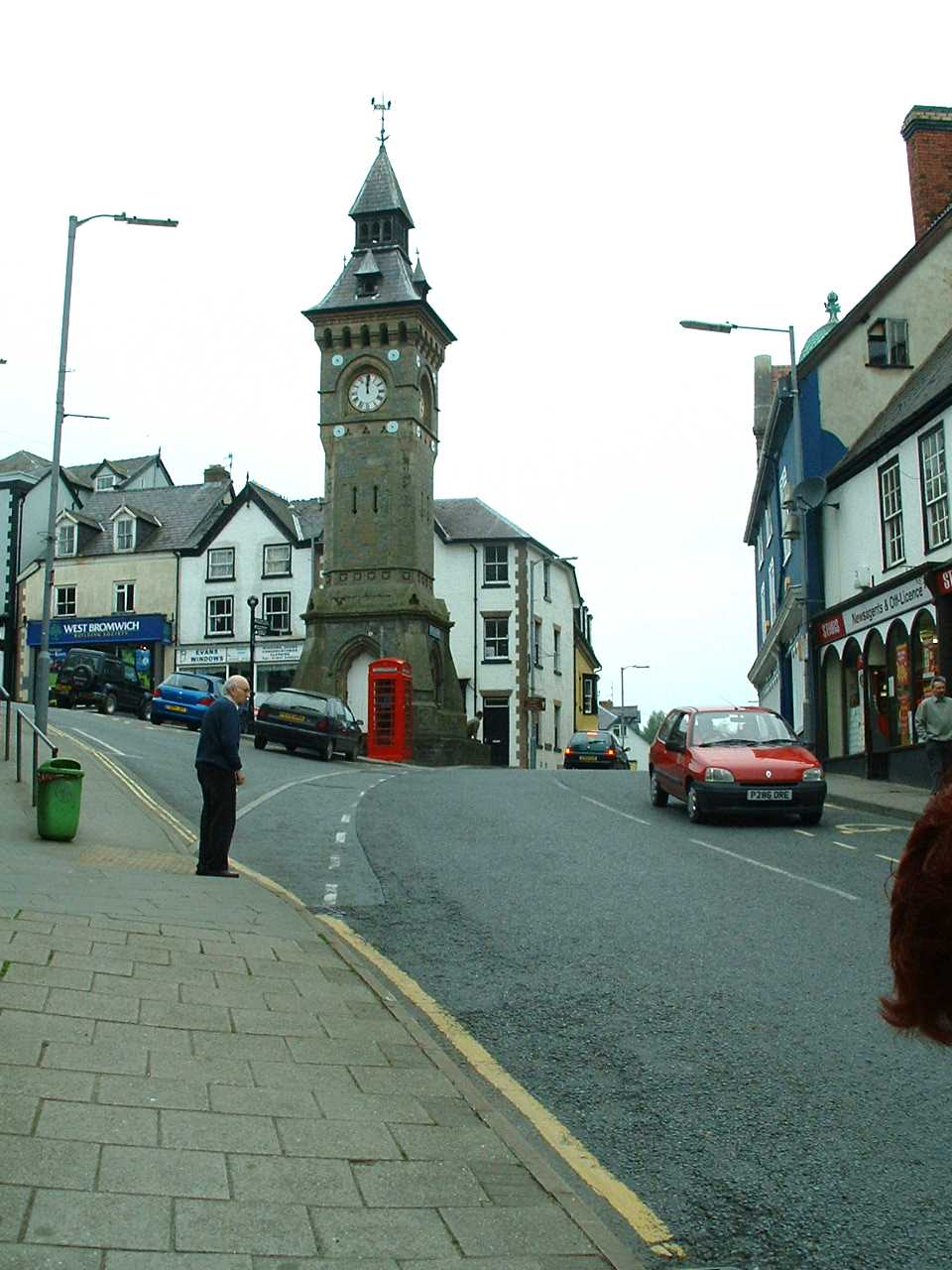